# Radio F
Radio F (anciennement Radio Franken) est une radio privée régionale de Bavière.

## Historique
En février 1986, Radio F, avec Neue Welle Franken (aujourd'hui Radio Charivari), commence à diffuser sur le réseau câblé, devenant ainsi la première société de radiodiffusion privée de Nuremberg. Radio F a présenté une demande pour l'une des cinq fréquences terrestres annoncées le 25 juillet 1986 et est en concurrence avec 36 candidats. Le 3 décembre 1986, Radio F reçoit l'une des quatre fréquences pour les radios privées.

## Programme
La station se décrit comme l'« émetteur de bonne humeur de la Franconie ». Le groupe cible est les plus de 40 ans de la classe moyenne.

### Source de la traduction
- (de) Cet article est partiellement ou en totalité issu de l’article de Wikipédia en allemand intitulé « Radio F » (voir la liste des auteurs).